# City of Caterpillar
City of Caterpillar var ett amerikanskt screamoband från Richmond i Virginia. De spelade tillsammans mellan 2000 och december 2003. Deras stil kan jämföras med bland andra Circle Takes the Square.
Bandet spelade in en fullängdsskiva med Pg. 99.

## Medlemmar
Ordinarie medlemmar
- Jeff Kane – gitarr
- Brandon Evans – sång, gitarr
- Kevin Longendyke – sång, bas
- Ryan Parrish – trummor

Turnerande medlemmar
- Pat Broderick – trummor
- Adam Juresko – bas

## Diskografi
Studioalbum
- 2002 - City Of Caterpillar

Singlar/EP
- 2000 - System 2600 / City Of Caterpillar (delad inspelning med System 2600)
- 2001 - Live In New York City
- 2001 - A Split Personality (delad EP med Pg.99)

Samlingsalbum
- 2002 - Demo + Live Recording
- 2013 - Unreleased Demos